# 速浑察
速浑察（?—?），蒙古帝国将领。札剌亦兒氏。木华黎国王次孙，孛鲁次子，塔思之弟。
速浑察与兄塔思跟随窝阔台攻打凤翔有功。率兵抵潼关，与金朝军队屡战屡捷。灭金后，又跟随阔出攻打南宋地枣阳，进入郢州。1239年，塔思去世后，袭兄爵，掌管中都行省蒙古军和汉军。治军严谨，所部军士纪纲整肃，不久去世。延祐三年（1316年）追封东平郡王，谥忠宣。四子：忽林池，袭王爵；乃燕；相威；撒蛮。撒蛮之子脱脱，脱脱之子朵儿只。

## 延伸阅读
[在维基数据编辑]
 《新元史/卷120》，出自柯劭忞《新元史》